# Vordere und Hintere Heide südlich Uhlstädt
Vordere und Hintere Heide südlich Uhlstädt este o arie protejată (arie de protecție specială avifaunistică — SPA) din Germania întinsă pe o suprafață de 6.183 ha, integral pe uscat.

## Localizare
Centrul sitului Vordere und Hintere Heide südlich Uhlstädt este situat la coordonatele 50°42′39″N 11°28′21″E / 50.7108°N 11.4725°E.

## Înființare
Situl Vordere und Hintere Heide südlich Uhlstädt a fost declarat arie de protecție specială avifaunistică în mai 2007 pentru a proteja 20 de specii de animale.

## Biodiversitate
Situată în ecoregiunea continentală, aria protejată nu include niciun habitat protejat.
La baza desemnării sitului se află mai multe specii protejate de  păsări (20): minunița (Aegolius funereus), pescăruș albastru (Alcedo atthis), buha (Bubo bubo), caprimulg (Caprimulgus europaeus), barză neagră (Ciconia nigra), ciocănitoare neagră (Dryocopus martius), șoimul rândunelelor (Falco subbuteo), Gallinula chloropus chloropus, ciuvică (Glaucidium passerinum), capîntortură (Jynx torquilla), sfrâncioc roșiatic (Lanius collurio), ciocârlie de pădure (Lullula arborea), gaia roșie (Milvus milvus), viespar (Pernis apivorus), ciocănitoare verzuie (Picus canus), sitar de pădure (Scolopax rusticola), turturică (Streptopelia turtur),  cocoș de munte (Tetrao urogallus), fluierarul de zăvoi (Tringa ochropus), pupăză (Upupa epops).
Pe lângă speciile protejate, pe teritoriul sitului au mai fost identificate 1 specie de reptile.